# ビタミンぱんちっ!
『ビタミンぱんちっ!』は、國府田マリ子の12枚目のアルバム及びそれに収録されている楽曲。2005年11月2日、キングレコードより発売。

## 解説
- 國府田マリ子12枚目のアルバム。

## 収録曲
| 全作詞: 國府田マリ子。 |                                    |              |                |                    |
| #                      | タイトル                           | 作詞         | 作曲           | 編曲               |
| 1.                     | 「虹が呼んでる」                   | 國府田マリ子 | イズミカワソラ | 井上うに           |
| 2.                     | 「ビタミンぱんちっ!」              | 國府田マリ子 | 井上うに       | 井上うに           |
| 3.                     | 「ブルー」                         | 國府田マリ子 | イズミカワソラ | 大嶽香子           |
| 4.                     | 「境界線」                         | 國府田マリ子 | 西脇辰弥       | 西脇辰弥           |
| 5.                     | 「涙のシンデレラ」                 | 國府田マリ子 | 大嶽香子       | 大嶽香子           |
| 6.                     | 「カラフル」                       | 國府田マリ子 | 井上うに       | 井上うに           |
| 7.                     | 「愛も積もれば地球〜ほし〜になる」 | 國府田マリ子 | イズミカワソラ | 鶴谷崇             |
| 8.                     | 「自由な翼」                       | 國府田マリ子 | 西脇辰弥       | 西脇辰弥           |
| 9.                     | 「おぼろ月夜 真昼の雨」            | 國府田マリ子 | 井上うに       | 井上うに           |
| 10.                    | 「ぺりかん絵画教室」               | 國府田マリ子 | 井上うに       | 大嶽香子・井上うに |